# Maria del Pilar Shong
Maria del Pilar Shong (Sueca, 5 de maig de 1917 - Madrid? 1948?) fou una artista sinovalenciana. Fou coneguda pel nom Jua Land Shong, Pilar Shong o Pilar Shang.
Era néta de Jesús Shong Diediez Meeme, fundador de la troupe See-Hee. Provinent de Shandong, d'on havien fugit arran de la revolució Xinhai, la família Shong treballava ambulantment amb el seu espectacle, actuant per Espanya i ocasonalment Portugal des del 1913. Van actuar al Circ Regües de València del 22 d’abril al 2 de maig de 1917, i la xiqueta nasqué a Sueca, on la família s'havia desplaçat per tal d'actuar al Teatre Serrano. Tanmateix, la família deixà Espanya ràpidament i voltaren per Europa. Pilar comença a treballar als cinc anys, i l'estiu de 1927, en morir sa mare, la família s'instal·la a la ciutat de València.
El 1928 és batejada a Madrid, i alterna València amb Alemanya, apareguent a pel·lícules d'UFA com Varieté, d'Ewald André Dupont, on compagina presència en la pantalla amb Lya de Putti i Emil Jannings. El 1941 torna a Sueca, actuant al teatre Serrano.
Tot i que la troupe See-Hee feia inicialment espectacles malabars, destacant el llançament de ganivets i malabarismes amb trenes, l'estil de Pilar evoluciona cap al ball i el cant, fent també cançons espanyoles. A partir del 1948, se li perd el rastre.